# Anlong (meteoryt)
Anlong (inna nazwa: Anlung) – meteoryt kamienny należący do chondrytów oliwinowo-bronzytowych H 5, spadły 2 maja 1971 roku w Chińskiej prowincji Kuejczou. Z miejsca spadku pozyskano 2,5 kg materii meteorytowej. 